# Pisachoides venator
Pisachoides venator är en insektsart som först beskrevs av Melichar 1932.  Pisachoides venator ingår i släktet Pisachoides och familjen dvärgstritar. Inga underarter finns listade i Catalogue of Life.